# Höfle (Garmisch-Partenkirchen)
Der Weiler Höfle im Ostteil der Marktgemeinde und Landkreis-Hauptortes Garmisch-Partenkirchen ist einer der höchstgelegenen Orte der Bundesrepublik Deutschland. Er befindet sich auf 916 bis 928 m Höhe und in 3,5 Kilometer Entfernung zum historischen Ortskern von Partenkirchen in östlicher Richtung.
Als erster Besitzer des Hofes ist in der Steuerliste 1548 Balthasar Plaickner erwähnt. Bereits 1613 war der Hof geteilt, wobei Georg Zahler eine, und Wolfgang Bartl die andere Hälfte besaß. Ab 1684 bis in die Neuzeit waren trotz mehrfacher Teilung ausschließlich Mitglieder der Familie Bartl die Eigentümer. Während des Zweiten Weltkriegs kamen hier wie bei fast allen größeren landwirtschaftlichen Betrieben Zwangsarbeiter zum Einsatz (hier Krywa Sofja geb. 20.2.1913 aus Manaow/Tarnopol/Ukraine). Über ihr späteres Schicksal ist nichts bekannt. Schwarzmüller Alois, Zwangsarbeiter in Garmisch-Partenkirchen von 1940 bis 1945
Der Ort Höfle besteht aus sechs Wohngebäuden, den Bauernhöfen Höfle 5 (in dem Ferienwohnungen angeboten werden) und Höfle 3, dem alten Landhaus Höfle 4 (jeweils aus der Zeit vor/um 1900) und drei neueren Einfamilienhäusern.
Südwestlich des Hofes Höfle 3 befindet sich ein großer offener Breitpfeiler-Bildstock mit einem kunstvoll geschnitzten Kruzifix-Korpus. Der alte Bauernhof Höfle 5 besitzt ein schön gestaltetes Äußeres.

## Bevölkerungsentwicklung
Der Weiler hatte im Jahr 1875 in zwei Wohngebäuden 15 Bewohner, und bei der Volkszählung im Jahr 1987 gab es 27 Bewohner in fünf Wohngebäuden, die in acht Wohnungen aufgeteilt waren.
| Jahr      | 1871 | 1925 | 1950 | 1970 | 1987 |
| Einwohner | 15   | 14   | 16   | 27   | 27   |

Höfle 5, Südost-Ansicht
Höfle 5, West-Detail
Der Bildstock am südlichen Ortsrand bei Höfle 3
Höfle 4